# Karl von Thann
Karl von Thann (Wenen, 15 mei 1877 – Oberlochau bij Bregenz, Vorarlberg, 24 november 1946) was een Oostenrijks componist en kapelmeester.

## Biografie
Von Thann was als Wiener Hofsängerknabe omvattend theoretisch en praktisch opgeleid door onder andere Josef Hellmesberger, Rudolf Bibl en Eduard Kremser. In 1924 werd hij Kapelmeester van de militaire kapel van het Alpenjägerbataillon Nr. 4 in Bregenz, de voorganger van de huidige Militärmusik Vorarlberg. In de hoofdstad van de deelstaat Vorarlberg dirigeerde hij ook de Zangvereniging "Liederkranz" en hij organiseerde ook vele concerten. Verder was hij muziekleraar en was in de fundeerde opleiding van de harmonieorkesten geïnvolveerd.  Na de Tweede Wereldoorlog stichtte en dirigeerde hij het Vorarlberger Funkorchester. 
Hij componeerde onder meer de marsen Du, mein Vaterland Österreich en de Oberst-Kurz-Marsch. 
- Gemeinsame Normdatei: 1045720291
- Virtual International Authority File: 305921125